# 巴勒斯坦託管地高級專員
巴勒斯坦託管地高級專員（英語：High Commissioner for Palestine）是英國巴勒斯坦託管地的最高官員。該職位於1920年7月1日設立，其副手為巴勒斯坦託管地布政司。自1928年起，巴勒斯坦託管地高級專員兼任外約旦高級專員（High Commissioner for Transjordan），即外約旦的最高官員。
高級專員職位空缺或高級專員因故無法履行職責時，由巴勒斯坦託管地布政司署理其職務。

## 歷任高級專員
| 肖像 | 姓名                             | 上任           | 卸任           |
| ---- | -------------------------------- | -------------- | -------------- |
|      | 夏拔‧森姆                        | 1920年7月1日   | 1925年6月30日  |
|      | 史超域·賽姆斯（署理）            | 1925年7月2日   | 1925年8月25日  |
|      | 夏拔‧普盧默                      | 1925年8月25日  | 1928年7月31日  |
|      | 哈里·查理斯·盧克（署理）         | 1928年7月31日  | 1928年12月6日  |
|      | 約翰·羅拔·錢斯勒（署理）         | 1928年12月6日  | 1931年9月3日   |
|      | 楊慕琦（署理）                   | 1931年9月3日   | 1931年11月20日 |
|      | 阿瑟·格倫菲爾·沃科普             | 1931年11月20日 | 1938年3月1日   |
|      | 威廉·丹尼士·巴特希爾（多次署理） | 1937年6月21日  | 1938年3月3日   |
|      | 麥邁克                           | 1938年3月3日   | 1944年8月30日  |
|      | 約翰·瓦倫丁·維斯塔·蕭（署理）    | 1944年8月30日  | 1944年10月31日 |
|      | 約翰·維里克                      | 1944年10月31日 | 1945年11月5日  |
|      | 約翰·瓦倫丁·維斯塔·蕭（署理）    | 1945年11月5日  | 1945年11月21日 |
|      | 亞倫·根寧咸                      | 1945年11月21日 | 1948年5月14日  |